# پول بدون پشتوانه

اسکناس‌های خاندان یوآن اولین پول‌های بی پشتوانه بودند.

پول بی‌پشتوانه، پول حکمی، پول دستوری یا پول اعتباری (به انگلیسی: Fiat Currency) پول فیات،  پولی است که ارزشش ذاتی نبوده و تنها ناشی از دستور دولتی یا قانون باشد. نام آن از واژه لاتین فیات به معنی بگذارید انجام شود گرفته شده‌است. این نوع پول با پول کالایی متفاوت است که در آن یک کالا (معمولاً فلزات گرانبها نظیر طلا و نقره) به عنوان پول مورد استفاده قرار می‌گیرد.
اولین استفاده از چنین نوع پول در چین در سال ۱۰۰۰ میلادی بوده‌است و از آن زمان به‌طور متناوب در بعضی نقاط دنیا مورد استفاده قرار گرفته‌است. مهم‌ترین خطر این نوع پول، تورم سرسام‌آور به دلیل عدم وجود هرگونه محدودیت بر حجم نقدینگی است.
در ایالات متحده طبق اصلاحات ریچارد نیکسون به‌نام «شوک نیکسون» در ۱۹۷۱ بر نمایندگی پولی مستقیم دلار آمریکا به طلا پایان داد. از آن زمان تا به حال همهٔ پول‌های مورد استفاده در سراسر دنیا از جمله دلار آمریکا، پوند انگلستان، یورو و ریال ایران پول بی‌پشتوانه‌اند.

## تعریف
پول بی‌پشتوانه پولی است که:
- توسط حکومت قانونی شده باشد.
- توسط دولت تولید می‌شود و نه دارای ارزش مشخصی است و نه قابل تبدیل به هیچ کالای مشخصی می‌باشد.
- دارای ارزش ذاتی نیست و تنها دلیل استفاده از آن دستور دولت است.

این پول در تضاد با پول کالایی است که در آن سکه طلا و نقره یا پولی که دارای ارزش مشخصی نسبت به طلا و نقره باشد مورد استفاده قرار می‌گیرد. مقدار ارزش ضرب شده بر روی پول بی‌پشتوانه به صورت سکه بسیار بیشتر از ارزش فلز آن بوده و این ارزش بالا به دلیل دستور حکومت است.

## تاریخچه

### چین
اولین استفاده از پول بی‌پشتوانه در قرن ۱۱ در چین بوده‌است. استفاده از آن در سلسله‌های مینگ و یوان رایج بود. سلسله سونگ در چین اولین سلسله‌ای بود که از پول کاغذی استفاده نمود؛ ولیکن این پول کاغذی دارای ارزش ثابتی نسبت به طلا و نقره بود با اینکه در عمل هیچگاه اجازه تبدیل به طلا و نقره داده نمی‌شد. با افزایش چاپ این نوع پول توسط حکومت تورم ایجاد شد. حکومت تلاش زیادی برای کاهش تورم انجام داد ولی این تلاش‌ها موفقیت‌آمیز نبود.
سلسله یوان اولین سلسله‌ای بود که تنها از پول کاغذی استفاده نمود. گوبلای خان مؤسس این سلسله از پولی به نام چائو استفاده نمود.

### اروپا
در قرن ۱۱ میلادی هنری اول پادشاه انگلستان به دلیل کمبود طلا مجبور شد از چوب به عنوان پول استفاده کند. در زمان حمله اسپانیا به گرانادا در سال ۱۴۹۲ نیز از نوعی پول کاغذی استفاده شد.

### فرانسه نو یا کانادا
در قرن ۱۷ میلادی در فرانسه نو که اکنون قسمتی از کانادا است از پوست خز به عنوان پول استفاده می‌شد. در این زمان سکه‌های فرانسه نیز به عنوان پول استفاده می‌گردید. با گسترش کلونی کمبود پول ایجاد شد. در این زمان فرماندار فرانسه نو از کارت‌های کاغذی سربازان به عنوان پول استفاده نمود. او دستور داد که تمامی کارت‌های بازی جمع شده و از اعداد آن‌ها برای پول استفاده شود. در سال ۱۷۵۷ دولت کانادا تمامی پرداخت‌ها به طلا را لغو کرد و تنها از پول کاغذی استفاده نمود. مردم به دلیل راحتی استفاده از پول کاغذی تمامی طلا و نقره خود را با پول کاغذی تعویض نمودند؛ ولیکن به دلیل هزینه بالای جنگ با انگلستان تورم بسیار شدیدی در فرانسه نو ایجاد شد و پول کاغذی بی‌ارزش گردید. در این زمان طلا و نقره مجدداً به عنوان پول استفاده شد. بر اساس قرارداد پاریس در سال ۱۷۶۳ دولت فرانسه قول داد این پول‌های کاغذی را با طلا معاوضه کند ولیکن دولت فرانسه ورشکسته بود و این کاغذها در سال ۱۷۷۱ بی‌ارزش گردید.

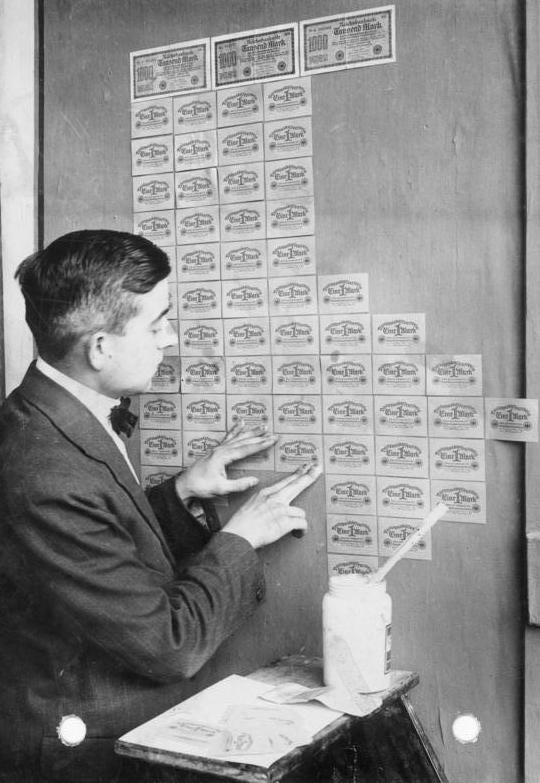
آلمان در سال ۱۹۲۳ میلادی، پول کاغذی در دولت جمهوری وایمار چنان بی‌ارزش گردید که به عنوان کاغذ دیواری استفاده می‌شد.

## قرن بیستم
بعد از جنگ جهانی اول تمامی دولت‌های دنیا تلاش کردند از پول کاغذی استفاده کنند که قابل تبدیل به طلا و نقره در هر زمان باشد؛ ولیکن به دلیل هزینه جنگ و بازسازی بعضی از این دولت‌ها نظیر جمهوری وایمار در آلمان به تورم بحرانی دچار شدند و به چاپ بی‌رویه پول کاغذی پرداختند. از سال ۱۹۴۴ تا ۱۹۷۱ قرارداد برتون وودز ارزش پول آمریکا را به صورت هر اونس طلا معادل ۳۵ دلار ثابت کرد، و دلار را به یک پول نماینده تبدیل کرد. تمامی پول‌های کاغذی دیگر دارای ارزش ثابت نسبت به دلار بودند و دلار تنها پول نماینده (با ارزش ثابت نسبت به طلا) بود. دولت آمریکا قول داد که در صورت درخواست هر کشوری به آن به اندازه پول مورد نیاز طلا پرداخت کند.
ولیکن شوک نیکسون در سال ۱۹۷۱ قرارداد برتون وودز را یکطرفه لغو کرد. از این زمان پول آمریکا و سایر پول‌ها دارای ارزش ثابتی نسبت به هیچ کالایی نیستند و تمامی دنیا از پول بی‌پشتوانه استفاده می‌کند.

## تولید و نظارت پول
خطر بزرگ در استفاده از پول بی‌پشتوانه تورم بحرانی و افزایش بیش از حد نقدینگی به دلیل نامحدود بودن آن است. معمولاً تمامی کشورها از ارگانی به نام بانک مرکزی برای کنترل تولید پول استفاده می‌نمایند. در زمان امروزی پول کاغذی و سکه‌ها تنها درصد بسیار کمی از حجم نقدینگی را تشکیل می‌دهند و بیشتر نقدینگی تنها به صورت پس‌انداز در بانک‌ها موجود است.

## تورم
تاریخ پول بی‌پشتوانه با تورم عجین بوده‌است. از قرن ۱۸ و افزایش استفاده از پول بی‌پشتوانه تورم بحرانی در بسیاری کشورها اتفاق افتاده‌است. بهترین نمونه از این نوع تورم، تورم بحرانی در جمهوری وایمار آلمان است که منجر به قدرت گرفتن حزب نازی و جنگ جهانی دوم گردید.
امروزه بیشتر اقتصاددانان موافق وجود تورم ثابتی هستند. زیرا در سیستم فعلی تورم مثبت یا منفی باعث بحران اقتصادی می‌گردد. افزایش نقدینگی همیشه باعث افزایش قیمت‌ها نمی‌شود و گاهی ممکن است تنها از کاهش قیمت‌ها جلوگیری کند. بعضی اقتصاددانان معتقدند که افزایش نقدینگی به صورت دائم ممکن است عوارض خطرناکی در صورت قطع آن داشته باشد.
معمولاً بانک‌های مرکزی با کنترل نرخ بهره و تعیین نرخ ذخیره برای بانکها حجم نقدینگی را کنترل می‌کنند.

## از بین رفتن ارزش
به دلیل اینکه ارزش پول بی‌پشتوانه تنها وابسته به حکومت تولیدکننده آن است در صورت از بین رفتن آن حکومت این نوع پول بی‌ارزش می‌گردد. به‌طور مثال پول کشور عراق بعد از حمله آمریکا سقوط ارزش بسیار شدیدی را تجربه کرد.